# كونيولو
كونيولو (بالإيطالية: Coniolo)‏ هي بلدية في مقاطعة ألساندريا في إقليم بييمونتي في إيطاليا.

## السكان
في سنة 1861 بلغ عدد السكان 835 نسمة، وتطور العدد ليصل في سنة 2011 لـ 451 نسمة.
يظهر هذا المخطط البياني تطور النمو السكاني لـ كونيولو